# لين موراي
لين موراي (بالإنجليزية: Lynne Murray)‏ هي طبيبة نفسانية وأكاديمية بريطانية متخصصة في علم تنشئة الطفل. وهي أستاذة علم النفس التنموي في جامعة ريدينغ. قامت بتأليف عدة كتب، بالإضافة إلى أكثر من 200 بحث أكاديمي.
في يوليو 2017، تم انتخاب موراي زميلًا في الأكاديمية البريطانية (FBA)، الأكاديمية الوطنية للمملكة المتحدة للعلوم الإنسانية والعلوم الاجتماعية.